# Irakere
Irakere är ett kubanskt jazzband, bildat 1973 av pianisten Chucho Valdés. Till andra kända musiker som spelat i bandet hör saxofonisten Paquito D'Rivera och trumpetaren Arturo Sandoval.
Flera av Irakeres skivor har getts ut utanför Kuba, och albumet Irakere vann 1980 en Grammy i kategorin Best Latin Recording.

## Diskografi
- 1974 – Grupo Irakere
- 1976 – Chekere
- 1979 – Chekere Son
- 1979 – Irakere
- 1980 – Irakere II
- 1980 – El Coco
- 1981 – Live in Sweden
- 1983 – Calzada Del Cerro
- 1985 – Tierra En Trance
- 1986 – Catalina
- 1987 – The Legendary Irakere in London
- 1989 – Homenaje a Beny Moré
- 1991 – Great Moments
- 1991 – Felicidad
- 1992 – Misa Negra
- 1995 – Bailando Así
- 1999 – Indestructible
- 2001 – Pare Cochero